# 시르타키

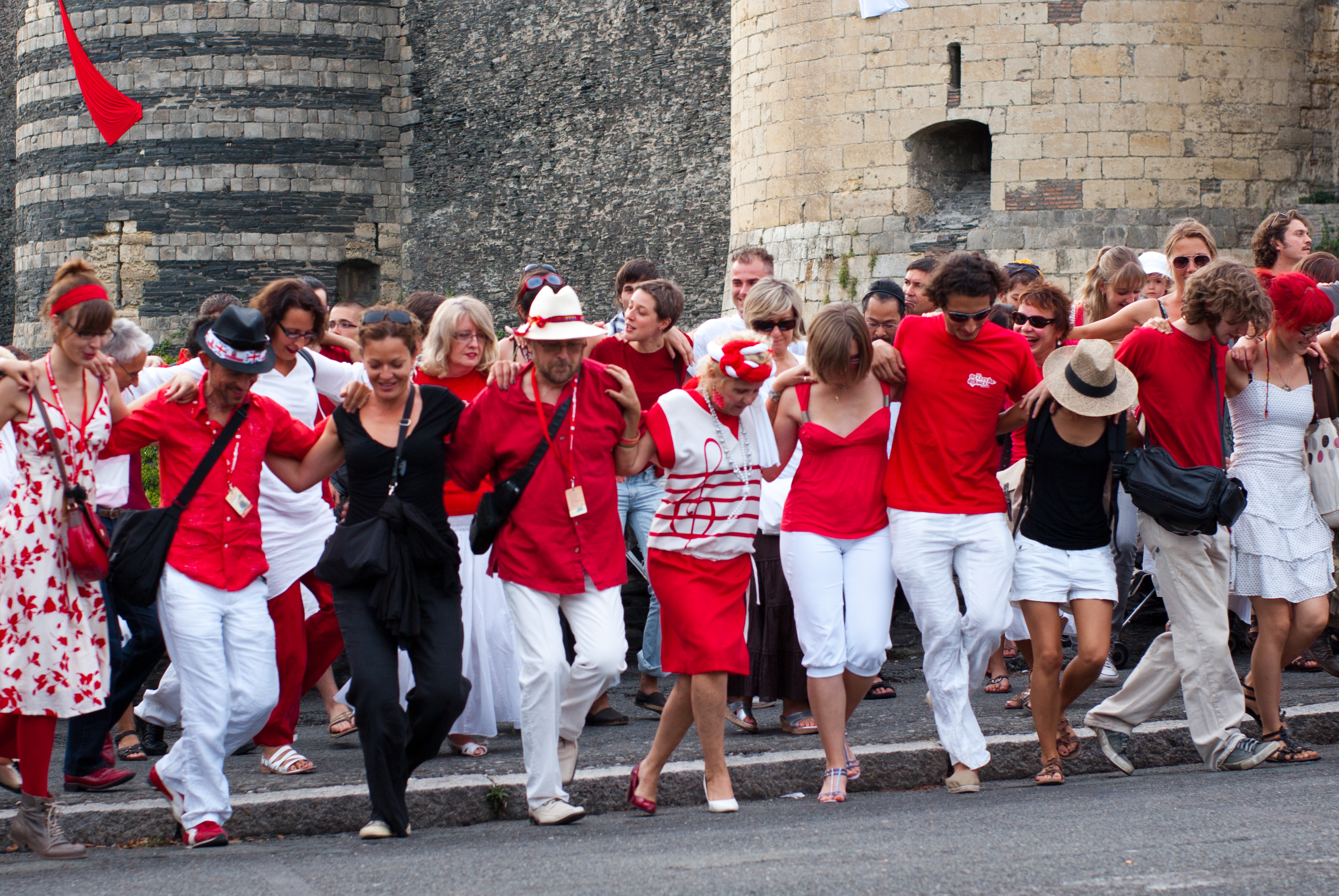

시르타키(συρτάκι)는 그리스의 춤으로, 조르고스 프로비아스가 1964년 영화 그리스인 조르바를 위해 만들었다. 그리스의 전통 춤이 아니고, 하사피코 춤의 변형시킨 것이다. 미키스 테오도라키스가 작곡한 반주곡과 함께 조르바의 춤이라고도 불린다.

## 같이 보기
- 답케